# ناحیه سیق
ناحیه سیق (به عربی: دائرة سیق) یک ناحیه در الجزایر است که در استان معسکر واقع شده‌است.